# خانه حبیب‌الله مؤدب
خانه حبیب‌الله مؤدب مربوط به دوره افشار است و در شهرستان عشق‌آباد، بخش مرکزی، دهستان دستگردان، روستای کلشانه واقع شده و این اثر در تاریخ ۲۸ اسفند ۱۳۸۶ با شمارهٔ ثبت ۲۲۷۵۷ به‌عنوان یکی از آثار ملی ایران به ثبت رسیده است.